# Jean Stock
Pour les articles homonymes, voir Stock (homonymie) et Jean Stock.
Jean Stock, né le 26 août 1948 à Sarrebourg (Moselle), est une personnalité française de l'audiovisuel.

## Biographie
Il effectue la première partie de sa carrière au sein du groupe RTL notamment comme journaliste à RTL (radio), puis à RTL Télévision, où il est journaliste, puis créateur d'émissions comme La Bonne Franquette, dont le présentateur est aussi le réalisateur (ce qui représente une première en Europe) et aussi de Léo contre tous, premier jeu interactif où l'ordinateur fait son entrée dans le monde de la télévision. De 1984 à 1987 il conduit le développement de RTL Télévision en Belgique francophone et en France, en qualité de directeur des programmes et de l'information.
Il contribue à la création de M6 en tant que directeur général adjoint chargé des programmes et de l'information de 1987 à 1989. Il est aussi le créateur du journal télévisé de la chaîne qui dès l'automne 1987 est devenu le 6 Minutes, puis le Six', un journal tout en images d'une durée moyenne de 8 minutes.
De 1989 à 1994, comme directeur délégué pour l'ensemble des activités télévisuelles du Groupe RTL, il participe notamment au lancement de RTL4 aux Pays-Bas et au développement de RTL Television en Allemagne. En 1994 toujours, il crée à Los Angeles la filiale américaine du groupe RTL qu'il préside jusqu'en 1996. 
Il assume ensuite, de 1997 à 1998, les fonctions de directeur de l'audiovisuel du groupe Havas, membre du comité de direction de Havas, puis de 1998 à 2001 de PDG de TV5 Monde et Canal France International. De 2001 à 2004, il est secrétaire général de l’UER, l'Union européenne de radio-télévision. 

### Luxe.TV
Il participe en 2006 à la création de la chaîne Luxe.TV, une des premières chaînes HD en Europe, au Moyen-Orient et en Asie. Après avoir cédé le contrôle de cette chaîne début 2009 au sénateur russe Sergei Pougachev, il est conduit à racheter les actifs de cette activité à la suite des difficultés financières que le nouveau propriétaire a rencontrées avec sa banque à Moscou.
Depuis décembre 2010, il reprend la présidence de Luxe.TV. En avril 2011, un partenariat à égalité de titres est formé entre le Groupe Crédit Mutuel - CIC et JS Media que contrôle Jean Stock, afin de poursuivre le développement de Luxe.TV.